# Chorényi József (plébános)
Chorényi József (eredetileg Chreňo, Horóc, 1855. május 19. - 1935. január 15.) illavai plébános, teológiai doktor, címzetes kanonok, helytörténész.

## Élete
1874-ben végzett a nyitrai piaristáknál.
1891-1933 között Illaván működött mint plébános (1905-től), dékán, címzetes kanonok. A régió történelme iránt fogékony pap, összegyűjtötte Illava legfontosabb történelmi forrásait a plébánia és a város levéltárában. A környező Közép-Vág-völgyi községek történetével több cikkben foglalkozott. Illaván nyugszik.

## Művei
- 1896 Illava okmánytára történeti bevezetéssel. 1339-1526. Trencsén.
- Adatok és okmányok az Illavai rom. kath. plébania törtenetehéz.
- Dejiny červenokamenskej rímsko-katolíckej farnosti. Nyitramegyei Szemle 31.
- személyes iratai a Biccsei Állami Levéltárban vannak elhelyezve.